# Abraham Icek Tuschinski

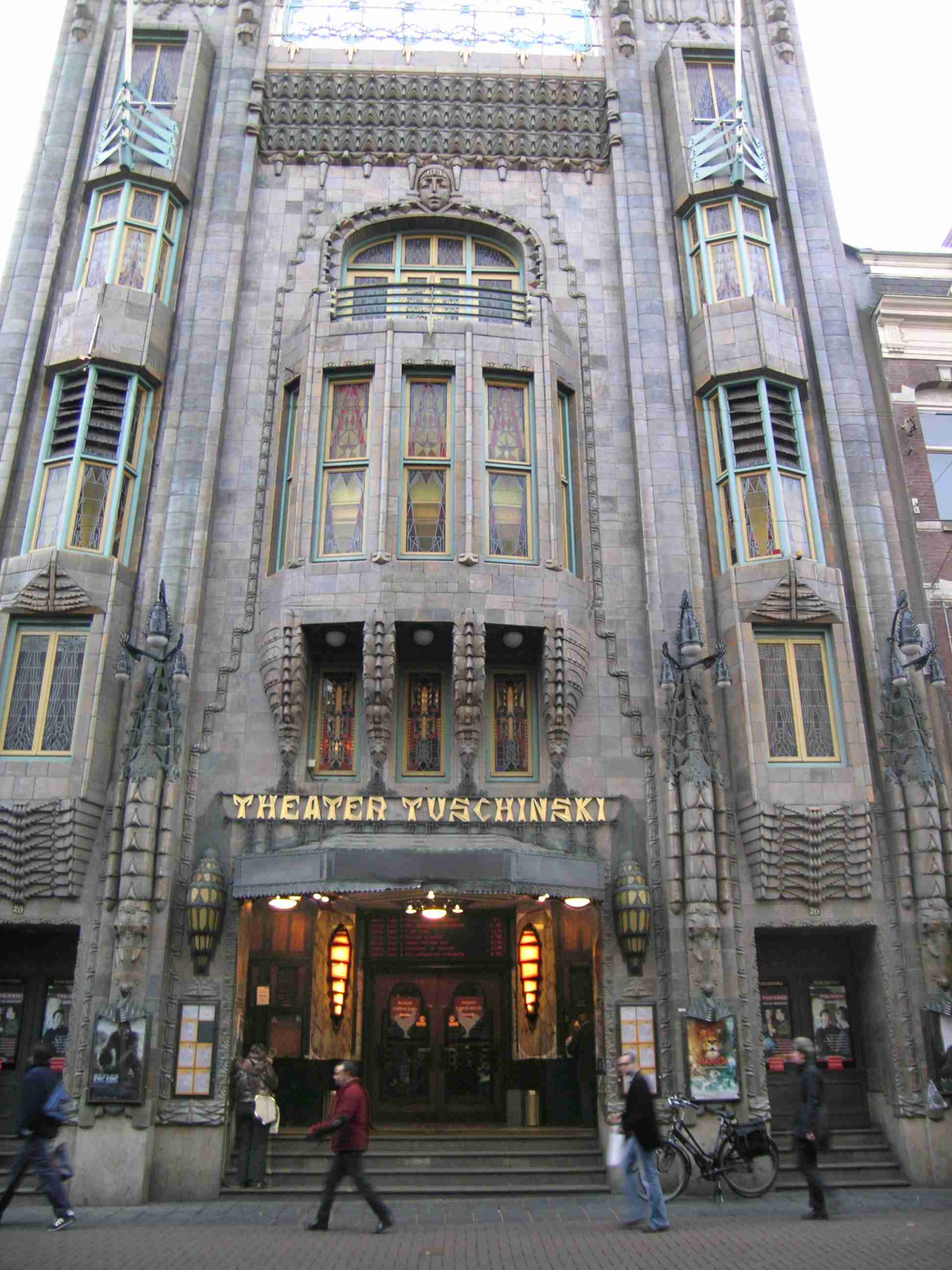
Theatre Tuschinski w Amsterdamie. Wnętrza kina do dziś zdobione są polskimi symbolami

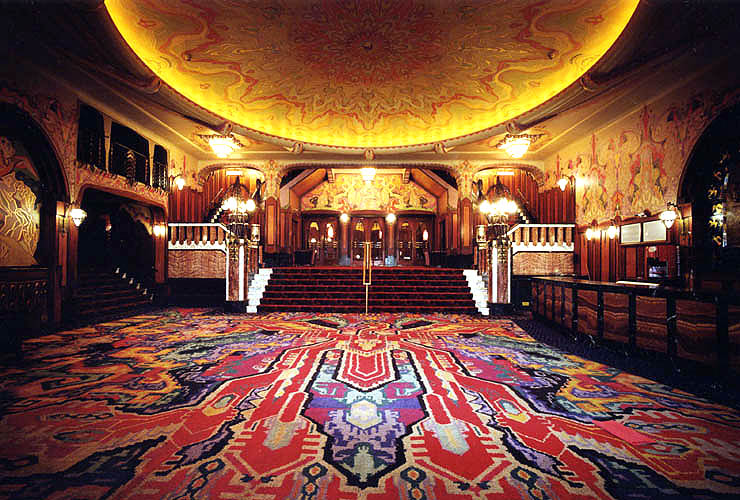
Wygląd holu kina Tuszyńskiego w Amsterdamie

Abraham Icek Tuschinski (Tuszyński) (ur. 14 maja 1886 w Brzezinach, zm. 17 września 1942 w obozie koncentracyjnym Auschwitz-Birkenau) – właściciel kin, twórca sieci kin w Holandii, w tym słynnego Theater Tuschinski w Amsterdamie.

## Dzieciństwo i młodość w Brzezinach i Łodzi
Urodził się w polsko-żydowskiej rodzinie w Brzezinach koło Łodzi jako syn kupca Wolfa Tuszyńskiego i Feligi, jako jedno z pięciorga dzieci. Urodził się przy dzisiejszej ulicy Piłsudskiego.
Jego przodkowie przybyli na ziemie polskie z południowej Rosji w związku z licznymi pogromami w dotychczasowym miejscu zamieszkania. Dziadkowie Tuszyńskiego poznali się w Łodzi. Po ślubie zamieszkali przy ulicy Piotrkowskiej. Akta narodzin Abrahama Tuszyńskiego znajdują się w Oddziale Archiwum Państwowego w Tomaszowie Mazowieckim. Zgodnie z danymi z tego archiwum wynika, że Abraham Tuszyński opuścił Królestwo Polskie nielegalnie.

## Pierwsze lata na emigracji
W roku 1904 zdecydował się emigrować do Stanów Zjednoczonych, jednak w trakcie podróży zrezygnował i osiedlił się w robotniczym wówczas Rotterdamie, z planami kontynuowania działalności krawieckiej. Szanse na bardziej dochodową działalność dostrzegł jednak w stworzeniu usług dla masowej emigracji żydowskiej, która zalewała w tym czasie Niderlandy. Początkowo za zgromadzony z krawiectwa kapitał wynajął nieruchomość i otworzył mały hotel z kuchnią koszerną.

## Inwestycje w kina
Zauroczony gwałtownie rozwijającym się kinem, otworzył w 1911 pierwszą salę – kino Thalia. Później otworzył kolejne trzy obiekty: Cinema Royal, Scala oraz Olympia.
Jego marzeniem było jednak stworzenie kina w Amsterdamie w najwyższym światowym formacie, co udało mu się osiągnąć 28 października 1921 roku otwierając Theater Tuschinski. Budynek przy Reguliersbreestraat, który łączy w sobie wiele stylów architektonicznych zaprojektował Hijman Louis de Jong i do dziś jest jedną z ważniejszych atrakcji turystycznych Amsterdamu. Podczas wykańczania gmachu doszło do konfliktu inwestora – Abrahama Tuschinskiego z architektem, w efekcie czego ten ostatni nie został wymieniony w podziękowaniach. W chwili otwarcia kino miało 1500 miejsc, obecnie jest o połowę mniejsze. Różnica wynika z zastosowanych w przeszłości mniejszych foteli. Tuschinski dopasowywał je do własnej niskiej postury.
Nowością kina Tuschinskiego było wyznaczenie przez właściciela pokoju zabawowego dla dzieci.
W roku 1923 Abraham Tuschinski otworzył jeszcze luksusowe kina Grand Theater w Rotterdamie oraz w 1928 Roxy Theater w Amsterdamie.

## Bankructwo i lata wojny
Tuszyński zbankrutował jeszcze przed wybuchem wojny inwestując w działkę w bardzo atrakcyjnej lokalizacji w Hadze. Firma została wykupiona, ale pozostawiono mu decyzyjność co do repertuaru sieci.
Podczas bombardowania Rotterdamu w maju 1940 wszystkie znajdujące się w tym mieście kina uległy kompletnemu zniszczeniu, natomiast kina w Amsterdamie zostały zamknięte.
Mimo propozycji ucieczki z Niderlandów odmówił wyjazdu.
1 lipca 1942 roku został przewieziony do obozu przejściowego w Westerbork, a następnie do obozu Auschwitz-Birkenau, gdzie 17 września tegoż roku został zamordowany.